# Frans Van Noyen
Franciscus Henricus (Frans) Van Noyen (Edegem 18 april 1846 - Aldaar, 27 december 1926) was een Belgisch politicus.

## Levensloop
Van Noyen was schepen te Edegem. Tijdens de Eerste Wereldoorlog werd hij dienstdoend burgemeester in opvolging van Clément Segers. Hij oefende dit mandaat uit tot de gemeenteraadsverkiezingen van 1921, waarna hij werd opgevolgd door Alfons Schoesetters.